# Квинт Фульвий Флакк (консул 237 года до н. э.)
Квинт Фульвий Флакк (лат. Quintus Fulvius Flaccus; умер после 205 года до н. э.) — римский военачальник и государственный деятель из плебейского рода Фульвиев, четырёхкратный консул (в 237, 224, 212 и 209 годах до н. э.). Во время первых двух консульств воевал с галлами и стал в 224 году до н. э. первым римским полководцем, перешедшим реку Пад. Вершины своей карьеры достиг в 231 году до н. э., когда стал цензором. Во время Второй Пунической войны снова занимал высшие должности и командовал армиями. В 212 году до н. э. разбил карфагенянина Ганнона при Беневенте и совместно с коллегой осадил Капую, павшую в следующем году. При расправе над побеждёнными проявил жестокость и фактическое нежелание исполнять приказы сената, склонявшегося к большему милосердию.
Квинт Фульвий неудачно претендовал на пост великого понтифика (212 год до н. э.). В конце жизни он в союзе с Квинтом Фабием Максимом пытался противодействовать возвышению Публия Корнелия Сципиона (впоследствии Африканского). Квинт Фульвий умер вскоре после 205 года до н. э.

## Биография

### Происхождение
Квинт Фульвий Флакк принадлежал к плебейскому роду Фульвиев, представители которого переехали в Рим из Тускулума в середине IV века или немного позже и впервые достигли консульства в 322 году до н. э.. Он был старшим из трёх сыновей Марка Фульвия Флакка, консула 264 года до н. э., первого носителя когномена Флакк (Flaccus); его дед носил преномен Квинт, и согласно одной из версий родословной это мог быть плебейский эдил 296 года до н. э..
Младшими братьями Квинта Фульвия были Гней, претор в 212 году до н. э., Гай, о котором известно только, что он был легатом в 213 году, и Марк.

### Начало карьеры
Квинт Фульвий впервые упоминается в источниках в связи с событиями 237 года до н. э., когда он стал консулом совместно с патрицием Луцием Корнелием Лентулом Кавдином. Флавий Евтропий относит к событиям этого года приезд в Рим царя Сиракуз Гиерона и войну с лигурами, над которыми был отпразднован триумф. Но в историографии считают более правдоподобной версию Зонары, согласно которой Флакк и Лентул предприняли совместный поход не на лигуров, а на галлов.
В 231 году до н. э. Квинт Фульвий стал цензором совместно с патрицием Титом Манлием Торкватом. Правда, вскоре было решено, что избрание прошло с погрешностями, и обоим цензорам пришлось сложить полномочия. В 224 году до н. э. Флакк во второй раз получил консульство, причём его коллегой опять был Тит Манлий Торкват. Годом ранее римляне разгромили галльские племена бойев и инсубров при Теламоне; теперь решено было закрепить эту победу вторжением в земли врага. Флакк и Торкват с армией первыми из римлян перешли реку Пад. Согласно Полибию, «первым же натиском они навели такой ужас на бойев, что те вынуждены были отдать себя под покровительство римлян», а больше во время этой кампании ничего не произошло из-за ливней и чумы. С другой стороны, Орозий упоминает только сражение с инсубрами, в котором, по его данным, погибли 23 тысячи галлов, а ещё 6 тысяч были взяты в плен.

### Начало Второй Пунической войны (218—213 годы до н. э.)
После поражения у Тразименского озера летом 217 года до н. э. Квинт Фульвий в качестве легата привёл к диктатору Квинту Фабию Максиму консульское войско. В 216 году он был принят в коллегию понтификов после смерти Квинта Элия Пета, а в 215 году стал городским претором. Флакку пришлось решать нехарактерные для этой должности военные задачи: он организовал оборону побережья с эскадрой из двадцати пяти кораблей, укрепил римское присутствие на Сардинии (Квинт Фульвий отправил на этот остров дополнительный легион во главе со своим экс-коллегой Титом Манлием Торкватом), решил проблему снабжения испанской армии, договорившись с частными подрядчиками о поставках в кредит. Флакка переизбрали на эту должность в следующем году и предоставили городскую претуру вне обычного порядка (без жеребьёвки и без предварительных договорённостей между победителями выборов).
В 213 году до н. э., когда оба консула были заняты войной, Квинт Фульвий стал начальником конницы при диктаторе Гае Клавдии Центоне, назначенном для проведения выборов. По результатам голосования среди соискателей консульства победили сам Квинт Фульвий и племянник Центона, Аппий Клавдий Пульхр. Флакку по жребию выпало действовать против карфагенян в Кампании.

### Бои за Капую (212 год до н. э.)

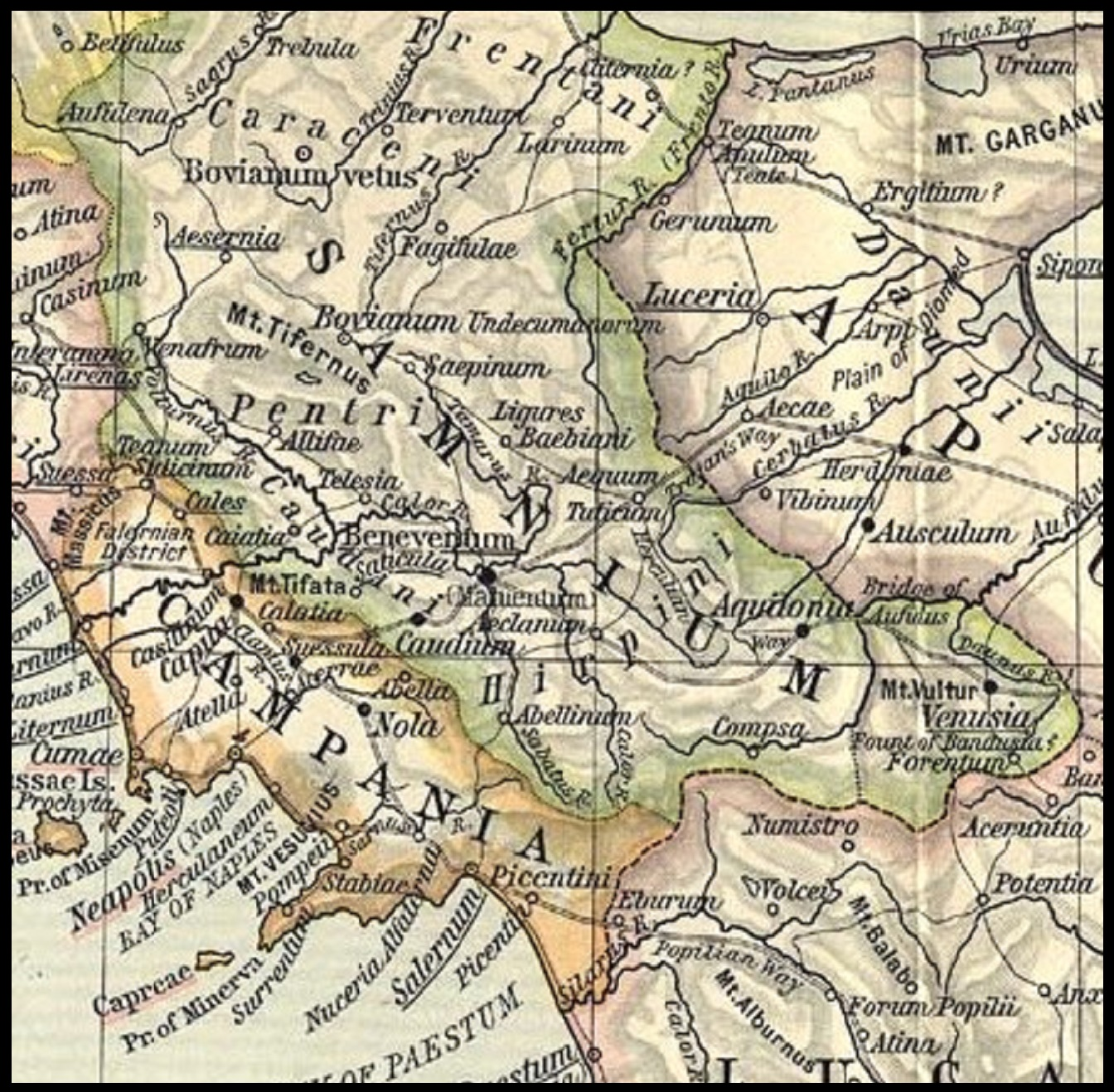
Беневент и окрестности

Деятельность Марка Фульвия во время его третьего консулата была связана с городом Капуя, являвшемся главным союзником Ганнибала в Италии. К 212 году до н. э. капуанцы уже страдали от голода, и карфагенский военачальник Ганнон начал собирать в Беневенте продовольствие, чтобы им помочь. Флакк, узнав об этом, скрытно привёл свою армию к Беневенту. Он выяснил, что в город накануне вошли две тысячи телег для обоза и создали большую неразбериху; Ганнон же отправился на фуражировку. Поэтому консул напал на врага, не откладывая.
Сражение началось на рассвете. Римляне атаковали карфагенский лагерь, находившийся на крутом холме и хорошо укреплённый. Они встретили ожесточённое сопротивление и начали нести серьёзные потери, так что Квинт Фульвий решил отступить и ждать помощи от Пульхра. Но легионеры проигнорировали сигнал к отступлению, а позже, увидев, что в отдельных местах бой идёт уже в лагере, Флакк отменил свой приказ. Армия Ганнона была полностью уничтожена: шесть тысяч человек погибли, семь тысяч попали в плен. В Капуе известия об этой битве вызвали панику.
Объединив свои силы с Аппием Клавдием, Флакк подошёл к стенам Капуи. Отозвавшийся на просьбу своего союзника о помощи Ганнибал дал римлянам сражение, в котором ни одна из сторон не добилась успеха. В разгар схватки вдали показался отряд Гнея Корнелия Лентула, который и римляне, и карфагеняне приняли за помощь своему противнику. В результате бой был прекращён. После этого консулы решили, что слишком рискуют, соглашаясь на открытое столкновение, и той же ночью ушли от Капуи разными путями. Квинт Фульвий ушёл к Кумам, но Ганнибал выбрал для преследования Пульхра, двинувшегося в Луканию. Позже оба консула вернулись к Капуе, организовали вокруг неё три укреплённых пункта, а потом перешли к непосредственной осаде, окружив город двойным рвом и валом. Ганнибал до конца 212 года до н. э. ничего не сделал, чтобы помочь союзникам.

### Взятие Капуи
В начале 211 года до н. э. римский сенат признал взятие Капуи главной задачей очередной военной кампании. Выполнение этой задачи было доверено Квинту Фульвию и Аппию Клавдию, получившим полномочия проконсулов. К этому времени Капуя уже находилась в бедственном положении из-за отсутствия продовольствия. Тем не менее защитники города предпринимали активные вылазки, в которых их конница обладала явным перевесом до тех пор, пока Флакк и Пульхр не приказали кавалеристам сажать за собой специально обученных велитов, которые при сближении с противником соскакивали с лошадей и начинали обстрел.
Ганнибал пришёл, наконец, на помощь Капуе, и под стенами города состоялось большое сражение. Источники рассказывают о нём по-разному. Согласно Ливию, римлян атаковали одновременно карфагеняне (им противостоял Квинт Фульвий) и капуанцы, с которыми сражалось войско Аппия Клавдия. Последний легко справился с противником и оттеснил его к городским воротам, но был тяжело ранен. Легионы Флакка отступили под напором карфагенян. Иберы из армии Ганнибала с тремя слонами прорвались через центр римского боевого порядка до лагерного вала, и только здесь их могли остановить; некоторое время схватка шла прямо на тушах убитых слонов, заваливших ров. В конце концов иберы были перебиты, и Ганнибал дал приказ отступать; Квинт Фульвий запретил своим воинам преследовать противника.
Вторую версию событий приводит тот же Ливий, отказавшийся решать, где истина. Эта версия предполагает, что к римскому лагерю прорвались не только иберы, но ещё и нумидийская конница. Люди Ганнибала, знавшие латынь, кричали от имени консулов, что лагерь уже взят и что всем нужно спасаться бегством. Но их никто не послушал, слонов прогнали с помощью огня, а солдат противника заставили отступить. Погибших, согласно Ливию, было восемь тысяч в армии Ганнибала и три тысячи у капуанцев. Наконец, Полибий сообщает, что под Капуей Ганнибал предпринял массированную атаку лагеря Пульхра, но убедился в бесплодности своих усилий.
У историков разные мнения о событиях под Капуей. Г. Дельбрюк был уверен, что никакого сражения здесь не было, а сообщения источников — характерный пример «патриотического вымысла». Т. Моммзен считал, что боевые столкновения были, но ни одна из сторон не стремилась к большой битве: «Римляне, успевшие окопаться в своем лагере и в своих укреплениях, как в настоящей крепости, не трогались с места и неподвижно смотрели с высоты своих земляных насыпей, как на их укрепления налетали с одной стороны кампанские всадники, а с другой — толпы нумидийцев». И. Шифман признаёт достоверность ливианской версии, а Е. Родионов, напротив, предполагает, что ливианское описание не соответствует действительности, поскольку Флакк вряд ли решился бы на генеральное сражение прямо перед своим лагерем, имея возможность действовать из-за укреплений.

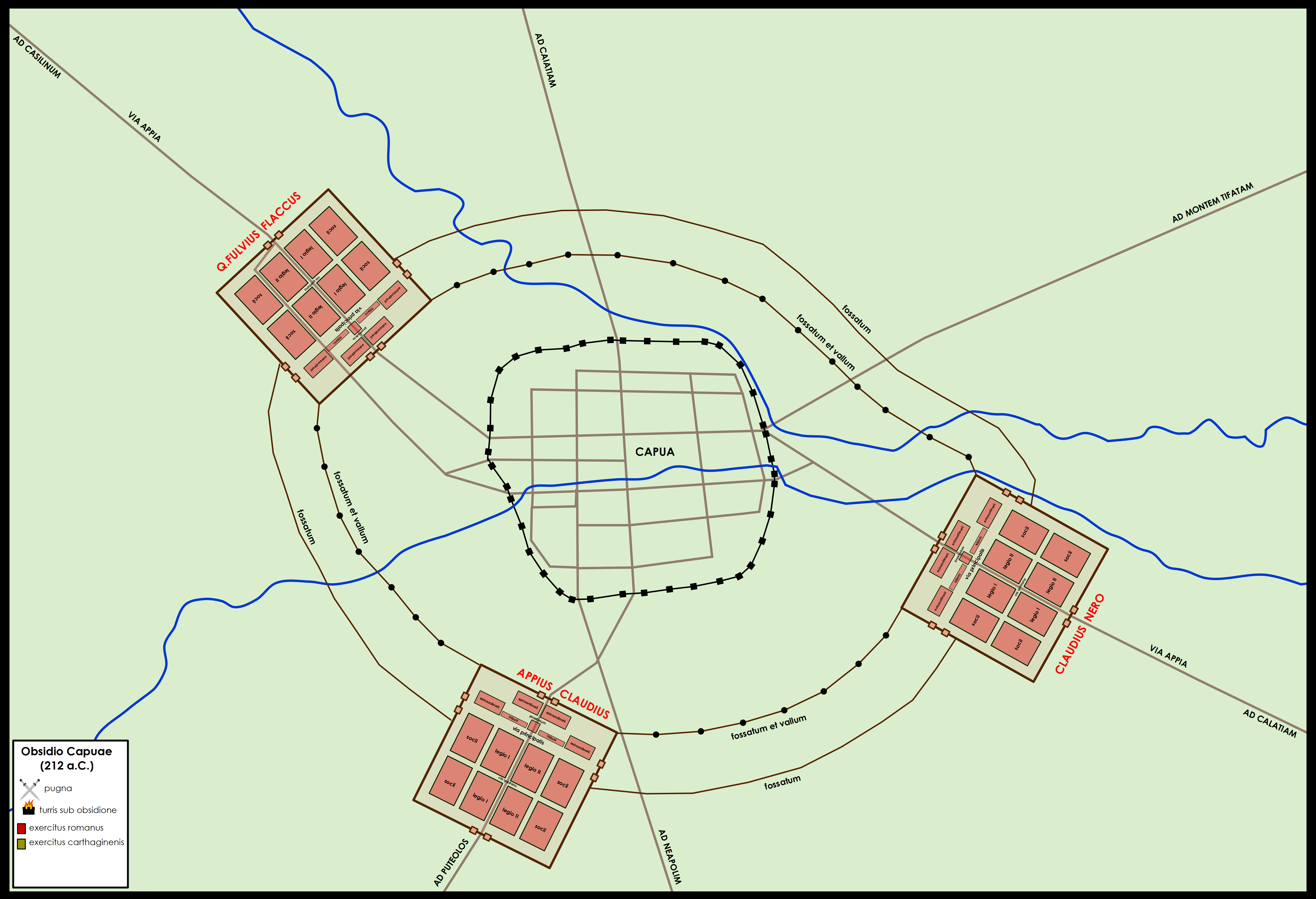
Схема осады римлянами Капуи

В любом случае Ганнибал понял, что не сможет прорвать осаду Капуи, и решил помочь своему союзнику иным способом. Он двинулся на Рим, чтобы отвлечь на его защиту часть осадной армии. Сенат, узнав об этом, постановил усилить оборону города, но только таким образом, чтобы осада Капуи не прерывалась. Поскольку Пульхр был ранен, Квинт Фульвий взял 15 тысяч пехотинцев и тысячу всадников и с ними форсированным маршем двинулся по Аппиевой дороге. Он добрался до Рима раньше, чем Ганнибал. В последующие дни, по данным Ливия, произошла удачная для римлян конная стычка. Флакк дважды выводил армию для генерального сражения, но оба раза солдатам пришлось вернуться в лагерь из-за внезапного ливня. Эти подробности кажутся историкам маловероятными.
Простояв под Римом несколько дней, Ганнибал ушёл на юг Италии. Квинт Фульвий вернулся к Капуе, и осаждённые, увидев его армию, поняли, что обречены. Местный сенат принял решение о капитуляции. После входа римских войск в город были арестованы 53 видных сторонника союза с Карфагеном. Между проконсулами разгорелся спор о том, как с ними поступить: Пульхр предлагал предоставить решение римским сенаторам, а Флакк — беспощадно расправиться на месте. Последний взял ситуацию в свои руки: с двумя тысячами всадников он прибыл в Теан, где находились 28 пленников, приказал вывести капуанцев на центральную площадь, высечь их и обезглавить. Затем проконсул организовал казнь в Калах. Когда осуждённых только привязывали к столбам для порки, Квинту Фульвию принесли сенатское постановление, но он не стал читать документ до окончания казни, предполагая, что там идёт речь о помиловании.
Прочих граждан Капуи продали в рабство, а принадлежавшие городу земли и общественные здания стали собственностью Рима. Таким образом, капуанская гражданская община прекратила своё существование. Сенат одобрил все меры Квинта Фульвия, но триумф ему не предоставил, поскольку действия против Капуи имели все признаки внутренней войны, а не внешней. Источники изображают Флакка в связи с этими событиями как кровожадного человека, которому чуждо милосердие.

### Поздние годы
Во время своего третьего консулата Квинт Фульвий претендовал на пост великого понтифика, освободившийся со смертью Луция Корнелия Лентула Кавдина (коллеги Флакка по первому консулату). Ещё одним соискателем этой должности стал Тит Манлий Торкват. Но неожиданно для всех на выборах победил Публий Лициний Красс Див — молодой человек, только начинавший карьеру и даже не занимавший на тот момент ни одной курульной магистратуры. Ещё одну неудачу Флакк потерпел зимой 212—211 годов до н. э.: его брат Гней был привлечён к суду из-за позорного поражения в бою в Апулии. Квинт, осаждавший тогда Капую, просил сенат разрешить ему приехать в Рим, чтобы поддержать брата, но получил отказ. В конце концов Гнею Фульвию пришлось уйти в изгнание.
В 210 году до н. э., поскольку между консулом Марком Валерием Левином и сенатом произошёл конфликт, Квинт Фульвий был назначен диктатором для проведения очередных выборов. Были избраны сам Флакк (в четвёртый раз) и Квинт Фабий Максим (в пятый раз). Народные трибуны Гай и Луций Аррении заявили свой протест, но Квинт Фульвий сослался на решение народного собрания, принятое в 217 году до н. э.: «пока в Италии идет война, из тех, кто уже был консулами, да будет у народа право переизбирать, кого и сколько раз он пожелает».
Провинцией для Флакка стали Лукания и Бруттий. Здесь он, командуя двумя легионами, принял капитуляцию луканцев, гирпинов и жителей Вольцей, причём обошёлся со сдавшимися очень мягко. Полномочия Флакка в Южной Италии продлевались на 208 и на 207 годы до н. э. В 205 году он находился в Риме и здесь принял участие в сенатской дискуссии относительно гипотетической высадки в Африке. Вслед за Квинтом Фабием он выступил против плана, предложенного Публием Корнелием Сципионом, но большинство сенаторов всё же встало на сторону последнего.
Больше Квинт Фульвий не упоминался в источниках. Поскольку он к тому времени уже должен был достигнуть почтенного возраста, в историографии считается, что он умер вскоре после 205 года до н. э.

## Семья
Квинт Фульвий был женат на Сульпиции, дочери Сервия Сульпиция Патеркула. Его сыновьями были Квинт Фульвий Флакк и Луций Манлий Ацидин Фульвиан, ставшие коллегами по консульству 179 года до н. э., а также Марк Фульвий Флакк, военный трибун в 180 году до н. э. и отец консула 125 года до н. э. того же имени.

## Значение
Деятельность Квинта Фульвия ознаменовала новый этап в завоевании Римом Цизальпийской Галлии: Флакк первым из римских полководцев действовал на северном берегу Пада. Взятие им Капуи стало крупнейшей победой Рима во Второй Пунической войне, во многом предопределившей исход этого масштабного конфликта: Ганнибал потерял главного своего союзника, и другие общины и племена, ранее перешедшие на сторону Карфагена, смогли убедиться в том, что их дело безнадёжно.